# Taher Jaoui
Taher Jaoui (Túnez, 1978) es un artista francés que vive y trabaja en Madrid desde 2020, tras pasar varios años en Berlín, Alemania. Jaoui estudió ciencias antes de dar el salto a su carrera artística en 2013, realizando inicialmente collages a partir de fotografías antiguas. Sus obras forman parte de numerosas colecciones privadas y públicas en Europa, Oriente Medio, Asia y Estados Unidos.

## Biografía
Nacido en 1978 en Túnez, Taher Jaoui se graduó en la Universidad de la Sorbona de París en 2007. También estudió interpretación basada en el Sistema Stanislavski entre París y Los Ángeles. Su obra es un reflejo de su historia personal, un ensamblaje de viajes eclécticos en interminable comunicación entre sí. En 2013, el artista comenzó su andadura artística con la creación de collages analógicos. Están realizados principalmente con fotos familiares vintage encontradas en el mercadillo de Berlín. Estas obras abrieron una gran ventana de inspiración y flexibilidad basada en el contraste de fotografías antiguas e imágenes más contemporáneas. 
Jaoui comenzó a centrarse en la pintura en 2015, donde exploró diferentes técnicas que le permiten plasmar instintivamente sus emociones sobre en el lienzo. Utiliza una amplia paleta de colores y texturas en una combinación de óleo, laca, pintura en spray, acrílico y carboncillo que le lleva a configurar obras que oscilan entre lo abstracto y lo representativo. En muchas de sus obras se pueden observar fragmentos de operaciones matemáticas y fórmulas que acompañan al resto de los vibrantes trazos de color abstractos. Los lenguajes tecnológicos y matemáticos han sido fundamentales durante la vida y la carrera del artista Taher Jaoui. Antes de su salto al mundo del arte, el autor trabajó como ingeniero informático en finanzas, siendo así un experto conocedor de dichos lenguajes y su formulación.

## Técnica
La obra de Jaoui está influenciada por el arte africano, los dibujos animados, el movimiento COBRA, el cubismo, el dadaísmo, el arte digital como el arte glitch; así como por la filosofía y la actitud del expresionismo abstracto. El artista produce su obra siguiendo un proceso creativo basado en la intuición y el subconsciente. Las pinturas de Taher Jaoui son ricos ensamblajes de formas, colores vibrantes, gestos expresivos, junto con signos y fórmulas matemáticas. A través de una serie de movimientos espontáneos, directamente inspirados en la forma en que el lienzo responde a las capas de pintura y a los gestos que se le aplican, Jaoui compara su obra con una rutina de baile.

## Exposiciones

### Exposiciones individuales (selección)
- 2021
  - "Tribe of the Forgotten", Uncommon Beauty Gallery - Space 776, Nueva York, EE. UU.[4]
- 2020
  - "The Circus of Life", Srisasanti Gallery, Yogyakarta, Indonesia.[5]
- 2019
  - "Controlled Entropy: a Measure of Uncertainty or Randomness", 81 Leonard Gallery, Nueva York, EE. UU.[6]
  - "Opening Dimensions", Galerie Kremers, Berlín, Alemania.[7]
  - "Genie in a Bottle", Graham Modern and Contemporary Gallery, Johannesburg, South Africa.[8]
  - "Eden Gardens", Jinsan Gallery, Seúl, Corea.
- 2018
  - Ghaya Gallery, Túnez, Túnez.
  - "Introducing Taher Jaoui", Oliver Cole Gallery, Miami, EE. UU.[9]
- 2017
  - "Untitled I", Galerie la Rotonde, París, Francia.

### Exposiciones en dúo y colectivas (selección)
- 2021
  - "Blue. Red. Deep. Square.", Corridor Contemporary, Israel.[10]
- 2019
  - Exposición en dúo con George Morton Clark, Opera Gallery, Hong Kong.[11]
  - "Impossible Until it is Done with Pokras Lampas", Opera Gallery, Dubái, Emiratos Árabes Unidos.[12]
  - "The New Abstract – An Atlantic Bridge", Galerie Kremers, Berlín, Alemania.[13]
- 2018
  - "On Paper III", Galerie Fremers, Berlín, Alemania.[14]
- 2017
  - "EMERGEAST Auction IV", Dubái, Emiratos Árabes Unidos.